# Sombrero (eiland)
Sombrero is het meest noordelijke eiland van de Kleine Antillen. Het behoort toe aan de eilandenstaat Anguilla en maakt deel uit van de Britse overzeese gebieden. Anguilla heeft de status in het Britse overzeese gebied van kolonie Het is gesitueerd op: 18° 60'N, 63° 40'W.
Het eiland werd genoemd naar een Latijns-Amerikaanse hoed, de sombrero, vanwege de vorm. Plat aan de zijkanten en hoog in het midden.
Sombrero is 0,38 km² groot, 1,5 km lang en maximaal 400 meter breed. Het eiland ligt 55 km van het eiland Anguilla en wordt gescheiden van het hoofdeiland door The Dog- en Prickly Pear passage. De vlakke bovenkant van de hoogste rots is 14 meter. De golven die de noordkant van het eiland raken, vanuit de Atlantische Oceaan, kunnen zelfs op rustige dagen het eiland overspoelen.

## De vuurtoren
Het meest opvallende kenmerk van het eiland is de vuurtoren. De vuurtoren straalt vanaf 48 meter boven het wateroppervlak zijn licht uit om schepen te beschermen op de Atlantische Oceaan en Caraïbische Zee, die door de Anegada passage gaan. Dit belangrijke oriëntatiepunt is verschenen op St. Kitts-Nevis- Anguilla postzegels in 1954 is en opnieuw in 1963.
De eerste vuurtoren werd gebouwd door Engelsen, Fransen en Nederlanders in opdracht van een Amerikaans bedrijf dat een fosfaatmijn begon in 1860 en het eiland weer verliet in 1890. De vuurtoren werd in werking gesteld op 1 januari 1868. In 1893 werd hij overgenomen door de ‘British Board of Trade‘ die de vuurtoren bleef beheren tot 1962 nadat Orkaan Donna in 1960 de vuurtoren beschadigde.

## Geschiedenis
Als resultaat van de Vrede van Utrecht in 1713, is Sombrero overgegaan in de handen van de Britten. In 1780 sneuvelde de Nederlandse schout-bij-nacht Willem Crul bij Sombrero tijdens een zeegevecht met de Engelse marine aan het begin van de vierde Engelse oorlog.
In 1814, en opnieuw in 1825, werd op het eiland onderzoek gedaan door Britse geologen. Het eiland bevatte veel fosfaat, dit werd gemeld aan de Britse Overheid. In 1856 eisten de Amerikanen het eiland op. In zeer korte tijd groeven de Amerikanen 100.000 ton fosfaat af omdat hun land, Zuidelijke Staten, geen fosfaat had. De Britten eisten compensatie. De eis van de Verenigde Staten aan het eiland werd geregeld ten gunste van Groot-Brittannië in 1867.
Op het onvruchtbare eiland werd een lichte spoorweg, een maalmachine op stoom, accommodaties voor de arbeiders en een aanmeerplaats voor schepen gemaakt. Vanaf 1870 werd er elk jaar 3000 ton fosfaat geëxporteerd. Het fosfaat werd gevonden in gaten en sleuven in de rots, die alleen bereikt en verwerkt kon worden wanneer de rots werd opgeblazen. Toen de Amerikanen niet meer vanaf het land bij het fosfaat konden komen deden ze het vanuit zee. Duikers maakten onder water boorgaten in de rots die daarna werd opgeblazen. Na de explosie werden de losgemaakte delen van de rots aan land gebracht. Dit waren enorm dure werkzaamheden die niet lang gefinancierd konden worden. In 1890 werd er gestopt met het project. Zeven graven van arbeiders die daar stierven, zijn nu nog aanwezig.

## Bevolking
Tot in 2002 de vuurtoren werd geautomatiseerd was de enige inwoner van het eiland de vuurtorenwachter, nu woont er niemand meer. De enige bezoekers zijn vissers en de biologen die belast zijn met veldwerk.

## Flora en Fauna
Op het eiland komen twee soorten hagedissen voor; de tejuhagedis Ameiva corvina en de gekko Sphaerodactylus sputator. Ook broeden er diverse soorten zeevogels op het eiland waaronder de bruine gent (S. leucogaster), brilstern (Onychoprion anaethetus) en noddy (Anous stolidus).

## Lanceerbasis
In 1998 was het Amerikaanse bedrijf Beal Aerospace van plan het eiland te kopen om een lanceerbasis voor Raketten te bouwen. De regeringen van Anguilla en het Verenigd Koninkrijk reageerden initieel positief op het voorstel, maar de milieubeweging organiseerde protesten tegen het plan vanwege de ecologische waarde van het eiland. Het plan is niet uitgevoerd. In 2001 werd het personeel van Beal Aerospace ontslagen, en de testlocatie in Texas werd verkocht aan SpaceX.
Sombrero en het omliggende water met een oppervlakte van 10,5 km2 zijn inmiddels beschermd als natuurgebied.